# Aubrey Brain
Aubrey Brain   (Londres, 12 de juliol de 1893 - Londres, 21 de setembre de 1955) va ser un músic de trompa franco-britànic. A la seva família hi havia molts cornistes francesos. El seu pare, Alfred Edwin Brain Sr., va tocar a l'orquestra d'Henry Wood al primer ball de graduació el 1895. Més tard va tocar per a l'Orquestra Simfònica de Londres. El seu germà, també anomenat Alfred Edwin Brain Jr., va ser el principal cornista de la Queen's Hall Orchetra d'Henry Wood, però després va emigrar als Estats Units on finalment va tocar per a l'Orquestra Filharmònica de Los Angeles. El seu fill Dennis Brain es convertiria en el cornista francès més famós de tots.

## Biografia
Carrera inicial
Aubrey Brain va néixer a Londres el 1893. Va començar a aprendre la trompa del seu pare. El 1911 va guanyar una beca al Royal College of Music. Aviat es va convertir en un dels millors músics de trompa de Gran Bretanya. Els altres grans intèrprets de la trompa van ser el seu pare, el seu germà gran i Adolf Borsdorf. Es va convertir en el principal cornista de la "Beecham Opera Company". Allà va conèixer Marion Beeley, mezzosoprano. Es van casar l'estiu de 1914 just abans de la Primera Guerra Mundial. Quan va esclatar la guerra es va unir a la Guàrdia Gal·lesa i va tocar la trompa a la banda. Després de la guerra, al principi li va costar trobar una feina molt bona com a cornista. Els millors treballs de trompa ja els va fer el seu germà Alfred. Aubrey i Marion van tenir dos fills: Leonard (nascut el 1915) i Dennis (nascut el 1921). Tanmateix, el 1922 Alfred va emigrar als Estats Units. Aubrey aviat es va convertir en la primera trompa de la Royal Philharmonic Society (el seu pare va tocar la segona trompa) i la primera trompa de la Queen's Hall Orchestra. També va ser primer trompa a la New Symphony i aviat es va incorporar a l'orquestra de Covent Garden com a trompa principal. El 1923 es va unir a l'Orquestra Simfònica de Londres.
El 1923 Borsdorf es va retirar com a professor de trompa a la "Royal Academy of Music", i Aubrey va ocupar el seu lloc. Un dels seus primers alumnes va ser el seu germà petit Arthur. Encara que molt talentós, Arthur va decidir no dedicar-se a tocar la trompa professionalment i es va unir a la policia. Més tard, el fill d'Aubrey, Dennis, va ser un dels seus estudiants.

## Mitjana carrera
Aubrey va tenir una carrera molt exitosa, no només com a trompa principal en diverses orquestres, sinó també com a solista. Va tocar el segon concert per trompa de Mozart el 1923 a The Proms. La seva interpretació es pot escoltar en diversos dels primers enregistraments quan la LSO va gravar per a HMV. Es van escriure diverses obres per a ell, inclòs el Concert per a trompa, violí i orquestra de Ethel Smyth. El va tocar molt bé, inclosos els acords de l'últim moviment (és possible tocar acords a la trompa taral·leant una nota i tocant una altra nota de la sèrie harmònica). El va interpretar als Proms. El director d'orquestra Bruno Walter el va convidar a tocar-la a Berlín. Això va convertir Aubrey en el primer trompa britànic a tocar un concert en solitari a l'estranger.
Quan l'Orquestra Simfònica de la BBC es va fundar el 1930, Aubrey era el seu principal músic de trompa. Encara era trompa principal amb les altres grans orquestres de Londres (això seria impossible avui dia), però a poc a poc va abandonar aquestes posicions a mesura que l'Orquestra Simfònica de la BBC treballava cada cop més i necessitava que els seus músics fossin a temps complet.
Aubrey tocava una trompa de tipus francès (una "corna de Raoux") que tenia un forat estret (el tub era molt estret). La trompa de tipus alemany tenia un auguri més ampli i feia un so lleugerament diferent. Tocant amb una trompa de Raoux hi havia més risc de trencar una nota (no parlar correctament). La trompa de tipus alemany s'estava fent molt popular a Anglaterra, però Aubrey va insistir que tots els cornistes de l'Orquestra Simfònica de la BBC continuaven tocant les trompas de Raoux. Aubrey era un músic molt hàbil en la música de cambra i va fer un enregistrament amb el violinista Adolf Busch i el pianista Rudolf Serkin del Brahms Horn Trio. Va vendre moltes còpies i va continuar venent durant molts anys fins que els discos de 78 rpm van ser substituïts per discos de llarga durada.

## Vida posterior i jubilació
Durant la guerra Aubrey va començar a tenir problemes de salut. Va tenir una mala caiguda el dia de Nadal de 1940. Cap al final de la guerra va començar a tenir la visió borrosa, el seu discurs es va confondre i va tenir sensacions estranyes als dits de les mans i dels peus. Es va retirar el 1945 després del primer assaig per a la temporada del Prom. Encara actuava ocasionalment, normalment juntament amb el seu fill Dennis. Va morir el 20 de setembre de 1955, tres dies després d'una caiguda que li va provocar un infart.

## Reputació
Aubrey Brain es pot recordar menys avui a causa de la fama excepcional del seu fill Dennis. No obstant això, va ser un gran jugador de trompa que va ajudar a millorar el nivell del joc de trompa a Gran Bretanya, tant pel seu ensenyament com per l'exemple de les seves actuacions. Els enregistraments en què es pot escoltar es van fer tots abans dels dies de l'LP. El seu fill gran Leonard es va convertir en un oboísta conegut.